# Призрачная шестёрка
«Призрачная шестёрка» (англ. 6 Underground) — американский боевик Майкла Бэя. Майкл Бэй спродюсировал фильм вместе с Райаном Рейнольдсом, Даной Голдберг, Дэвидом Эллисоном и своими давними партнёрами, Йеном Брайсом и Доном Грэнджером.
Вышел в свет 13 декабря 2019 года на стриминговом сервисе Netflix.

## Сюжет
Американский миллиардер, сделавший свое состояние на изобретении сверхсильных неодимовых магнитов, становится свидетелем жестокого подавления народного восстания в вымышленной ближневосточной стране Тургистан. Диктатор Тургистана Ровач Алимов применяет против собственных граждан боевую авиацию и химическое оружие. Мировое сообщество смотрит на эти преступления сквозь пальцы.
Герой фильма, принципиально не доверяющий ни правительствам, ни международным организациям, решает помочь народу Тургистана избавиться от диктатора и его приспешников как частное лицо, в порядке личной инициативы. Он собирает группу наемников, известных друг другу только под номерами: «Первый» — сам миллиардер, «Второй» — шпион-универсал, бывший агент ЦРУ, «Третий» — киллер, «Четвёртый» — паркур-бегун и вор, «Пятый» — врач и «Шестой» — водитель-ас; официально все они давно мертвы и называют себя «призраками» (отсюда название фильма). Во время своей первой миссии во Флоренции отряд убивает адвоката Алимова и, вынув его глаз и просканировав сетчатку, получает доступ к захваченному смартфону и всем данным Ровача. Во время погони, уходя от мафии, погибает водитель, «Шестой». Тогда «Первый» вербует чернокожего спецназовца, бывшего снайпера Delta Force, и включает его в группу как «Седьмого».
Следующей миссией группы становится организация государственного переворота в Тургистане. Шестёрка планирует устранение Ровача Алимова и замену его родным братом по имени Мурат, который известен своими прогрессивными взглядами. При подготовке акции группа становится свидетелем химической атаки авиации диктатора на лагерь беженцев близ границы и сама с трудом успевает добраться до противогазов. Жуткие кадры применения отравляющего газа переполняют интернет, причём выясняется, что и съёмку, и слив ролика в сеть организовал сам Ровач, «чтобы показать врагам, что случится с их близкими».
Алимов посылает четырёх своих генералов, опору его режима, в Лас-Вегас на встречу с подпольным торговцем оружием по имени Виктор, готовым продать диктатору две тонны зарина, капсулы с которым захоронены армией США в невадской пустыне. Группа ликвидирует посланцев Ровача, предварительно выяснив у последнего из них, что Мурат Алимов находится в Гонконге под охраной местной мафии. В итоге Мурат оказывается обнаружен, отбит у людей Ровача и вынужден согласиться сотрудничать с Шестеркой.
Прибыв в Тургистан, группа захватывает контроль над студией государственного телевидения. Мурат обращается к народу с призывом к восстанию против своего брата и народ устраивает массовые беспорядки, апофеозом которых становятся заранее подготовленные Шестёркой взрывы многочисленных статуй диктатора, расставленных по всей столице. Ровач бежит на свою яхту, а Мурат поселяется в президентском дворце и принимается уговаривать генералов «не стрелять в свой народ». Используя сверхсильные магниты для нейтрализации охраны, устаревшие бронежилеты которой притягиваются металлическими частями яхты, группа захватывает Ровача Алимова. Ровач умоляет застрелить его в вертолёте, но Первый высаживает его прямо посреди того самого лагеря тургистанских беженцев, и разъяренная толпа разрывает бывшего диктатора на куски.
Новым президентом Тургистана становится Мурат Алимов, а группа расстается до следующего дела.

## В ролях
- Райан Рейнольдс — Первый, миллиардер
- Мелани Лоран — Камилла, Второй, бывший агент ЦРУ
- Мануэль Гарсия-Рулфо[англ.] — Хавьер, Третий, киллер
- Бен Харди — Билли, Четвёртый, вор
- Адриа Архона — Амелия, Пятый, врач
- Дэйв Франко — Шестой, водитель
- Кори Хоукинс — Блэйк, Седьмой, бывший снайпер, пришёл на место Шестого
- Лиор Раз — Ровач Алимов
- Пейман Маади — Мурат Алимов, брат Ровача
- Юрий Колокольников — Бааша Зия, телохранитель Ровача
- Ким Колд[англ.] — Дакик, тюремщик Мурата
- Константин Грегори[англ.] — всадник
- Себастьян Роше — адвокат
- Майкл Бэй — репортёр (голос; в титрах не указан)

## Производство
7 марта 2018 года появилось сообщение о том, что Майкл Бэй будет режиссировать боевик под названием 6 Underground, основанный на сценарии Пола Верника и Ретта Риза, и который вместе с Бэем будут продюсировать Дэвид Эллисон, Дана Голдберг и Дон Грэнджер. В мае 2018 года сообщалось о том, что фильм будет распространять Netflix, и что они намерены начать новую боевиковую медиафраншизу с Райаном Рейнольдсом в главной роли. В июле 2018 года Дэйв Франко, Мануэль Гарсия-Рулфо, Адриа Архона, Кори Хоукинс, Бен Харди и Лиор Раз присоединились к актёрскому составу. В августе 2018 года к актёрскому составу фильма присоединились Мелани Лоран и Пэйман Маади.
Съёмки фильма начались 30 июля 2018 года в городах: Лос-Анджелес, Флоренция, Рим, Сиена и Таранто
Вышел в свет на стрим-канале Netflix и в ограниченных кинотеатрах 13 декабря 2019 года.

## Оценки
Фильм получил невысокие оценки критиков. Рейтинг на Rotten Tomatoes составил 36 % (на основе 92 обзоров), а средняя оценка — 4,8 из 10. Оценки на Metacritic дали 41 балл из 100 (на основе 22 обзоров).

### Комментарии
1. ↑  Авторы явно имеют в виду одну из пост-советских республик Средней Азии: во всяком случае, в столице Тургистана все официальные тюркоязычные надписи дублируются на русском языке.
2. ↑  Знакомство с бегуном происходит в процессе похищения бриллиантов из офиса Газпрома в Киеве.

### Сноски
1. ↑  Lorne Balfe to Score Michael Bay’s ‘6 Underground’. Film Music Reporter. Дата обращения: 20 сентября 2018. Архивировано 1 декабря 2018 года.
2. ↑  Fleming Jr., Mike. Netflix, Michael Bay, Ryan Reynolds & Skydance Set Action Franchise ‘Six Underground’. Deadline Hollywood (22 мая 2018). Дата обращения: 11 августа 2018. Архивировано 3 августа 2018 года.
3. ↑  Empire. Mélanie Laurent Joins Michael Bay's Six Underground (англ.). Empire. Дата обращения: 16 августа 2018. Архивировано 16 августа 2018 года.
4. ↑  Kroll, Justin (7 марта 2018). Michael Bay Sets '6 Underground,' 'Robopocalypse' as Next Two Films (EXCLUSIVE). Variety. Архивировано 18 сентября 2020. Дата обращения: 9 марта 2018.
5. ↑  Jr, Mike Fleming (22 мая 2018). Netflix, Michael Bay, Ryan Reynolds & Skydance Set Action Franchise 'Six Underground'. Deadline. Архивировано 22 мая 2018. Дата обращения: 23 мая 2018.
6. ↑  Kroll, Justin (19 июля 2018). Michael Bay's '6 Underground' Sets Ensemble to Join Ryan Reynolds (EXCLUSIVE). Variety. Архивировано 15 августа 2018. Дата обращения: 21 июля 2018.
7. ↑  Jr, Mike Fleming. ‘Bohemian Rhapsody’s Ben Hardy Joins Michael Bay’s ‘6 Underground’ At Netflix (30 июля 2018). Дата обращения: 23 сентября 2018. Архивировано 15 августа 2018 года.
8. ↑  'Fauda' Star Lior Raz to Co-Star With Ryan Reynolds in Michael Bay's 'Six Underground' (Exclusive). Дата обращения: 23 сентября 2018. Архивировано 31 июля 2018 года.
9. ↑  Jr, Mike Fleming (30 июля 2018). 'Bohemian Rhapsody's Ben Hardy Joins Michael Bay's '6 Underground' At Netflix. Deadline. Архивировано 15 августа 2018. Дата обращения: 3 августа 2018.
10. ↑  Wiseman, Andreas. Mélanie Laurent & Payman Maadi Join Michael Bay’s Big-Budget Netflix Pic ‘6 Underground’. Deadline Hollywood (15 августа 2018). Дата обращения: 15 августа 2018. Архивировано 24 сентября 2018 года.
11. ↑  Michael Bay/Ryan Reynolds' 'Six Underground' Starts Filming August 2nd In LA and Rome - GWW. thegww.com. Дата обращения: 23 сентября 2018. Архивировано 23 ноября 2018 года.
12. ↑  White, Peter. Netflix Sets Premiere Date For Ryan Reynolds/Michael Bay Action Feature '6 Underground'. Deadline Hollywood (1 октября 2019). Дата обращения: 1 октября 2019. Архивировано 2 октября 2019 года.
13. ↑  6 Underground (2019). Rotten Tomatoes. Дата обращения: 4 января 2021. Архивировано 11 ноября 2020 года.
14. ↑  6 Underground Reviews. Metacritic. Дата обращения: 17 декабря 2019. Архивировано 12 ноября 2020 года.